# Oeceoclades
Oeceoclades es un género con 39 especies de orquídeas de hábitos litófitas. 

## Descripción
Tienen pseudobulbos pequeños o muy pequeños, a menudo agrupaciones, intercalados con fibras secas de las viejas vainas, las hojas de una a tres, son grandes en comparación con el tamaño de los pseudobulbos, coriáceas, persistentes, la hoja plana, por lo general presentan manchas o diseños.
La inflorescencia es lateral, erecta, vertical, surgiendo desde la base de la pseudobulbos, racemosa o paniculada presentan pequeñas flores espaciadas, retorcidas de colores brillantes y poca sustancia, a semi transparentes.  Los sépalos y pétalos son libres, diferentes. El labio es trilobulado, mostrando rodadura de base. La columna se curva, tiene antera apical con dos polinias ceroides, pegadas directamente al viscídio. 

## Distribución
El género cuenta con entre treinta y cuarenta especies terrestres, rara vez rupícolas o epífitas, todos los países de África, y también a través de América tropical, desde el sur de la Florida a la Argentina, y en todo el Brasil.  Debido a que es un género con gran número de especies, sus hábitats son diferentes en Brasil, de bosques secos y arenosos.

## Evolución, filogenia y taxonomía
Se propuso por John Lindley, publicado en Edwards's Botanical Register 18: sub pl. 1522 ,  en 1832. Se caracteriza por Oeceoclades maculata (Lindley) Lindley, antes conocido como Angraecum maculatum Lindley, el lectotipo designado por Lindley en J. Proc. Linn. Soc., Bot. 3: 36 , en 1859. 

## Etimología
El nombre del género viene del griego oikeios en la vivienda, y el latín clados, la destrucción, probablemente refiriéndose al cambio de género por el cual pasaba la planta. 

## Especies deOeceoclades
- Oeceoclades alismatophylla  (Rchb.f.) Garay & P.Taylor (1976)
- Oeceoclades ambongensis  (Schltr.) Garay & P.Taylor (1976)
- Oeceoclades ambrensis  (H.Perrier) Bosser & Morat (2001)
- Oeceoclades analamerensis  (H.Perrier) Garay & P.Taylor (1976)
- Oeceoclades analavelensis  (H.Perrier) Garay & P.Taylor (1976)
- Oeceoclades angustifolia  (Senghas) Garay & P.Taylor (1976)
- Oeceoclades antsingyensis  G.Gerlach (1995)
- Oeceoclades atrovirens  (Lindl.) Garay & P.Taylor (1976)
- Oeceoclades aurea  Loubr. (1994)
- Oeceoclades boinensis  (Schltr.) Garay & P.Taylor (1976)
- Oeceoclades calcarata  (Schltr.) Garay & P.Taylor (1976)
- Oeceoclades callmanderi  Bosser (2006)
- Oeceoclades cordylinophylla  (Rchb.f.) Garay & P.Taylor (1976)
- Oeceoclades decaryana  (H.Perrier) Garay & P.Taylor (1976)
- Oeceoclades flavescens  Bosser & Morat (2001)
- Oeceoclades furcata  Bosser & Morat (2001)
- Oeceoclades gracillima  (Schltr.) Garay & P.Taylor (1976)
- Oeceoclades hebdingiana  (Guillaumin) Garay & P.Taylor (1976)
- Oeceoclades humbertii  (H.Perrier) Bosser & Morat (2001)
- Oeceoclades lanceata  (H.Perrier) Garay & P.Taylor (1976)
- Oeceoclades latifolia  (Rolfe) Garay & P.Taylor (1976)
- Oeceoclades lonchophylla  (Rchb.f.) Garay & P.Taylor (1976)
- Oeceoclades longibracteata  Bosser & Morat (2001)
- Oeceoclades lubbersiana  (De Wild. & Laurent) Garay & P.Taylor (1976)
- Oeceoclades maculata  (Lindl.) Lindl. (1833) - especie tipo
- Oeceoclades monophylla  (A.Rich.) Garay & P.Taylor (1976)
- Oeceoclades pandurata  (Rolfe) Garay & P.Taylor (1976)
- Oeceoclades perrieri  (Schltr.) Garay & P.Taylor (1976)
- Oeceoclades petiolata  (Schltr.) Garay & P.Taylor (1976)
- Oeceoclades peyrotii  Bosser & Morat (2001)
- Oeceoclades quadriloba  (Schltr.) Garay & P.Taylor (1976)
- Oeceoclades rauhii  (Senghas) Garay & P.Taylor (1976)
- Oeceoclades roseovariegata  (Senghas) Garay & P.Taylor (1976)
- Oeceoclades saundersiana  (Rchb.f.) Garay & P.Taylor (1976)
- Oeceoclades sclerophylla  (Rchb.f.) Garay & P.Taylor (1976)
- Oeceoclades seychellarum  (Rolfe ex Summerh.) Garay & P.Taylor (1976)
- Oeceoclades spathulifera  (H.Perrier) Garay & P.Taylor (1976)
- Oeceoclades ugandae  (Rolfe) Garay & P.Taylor (1976)
- Oeceoclades zanzibarica  (Summerh.) Garay & P.Taylor  (1976)